# Beckomberga gård

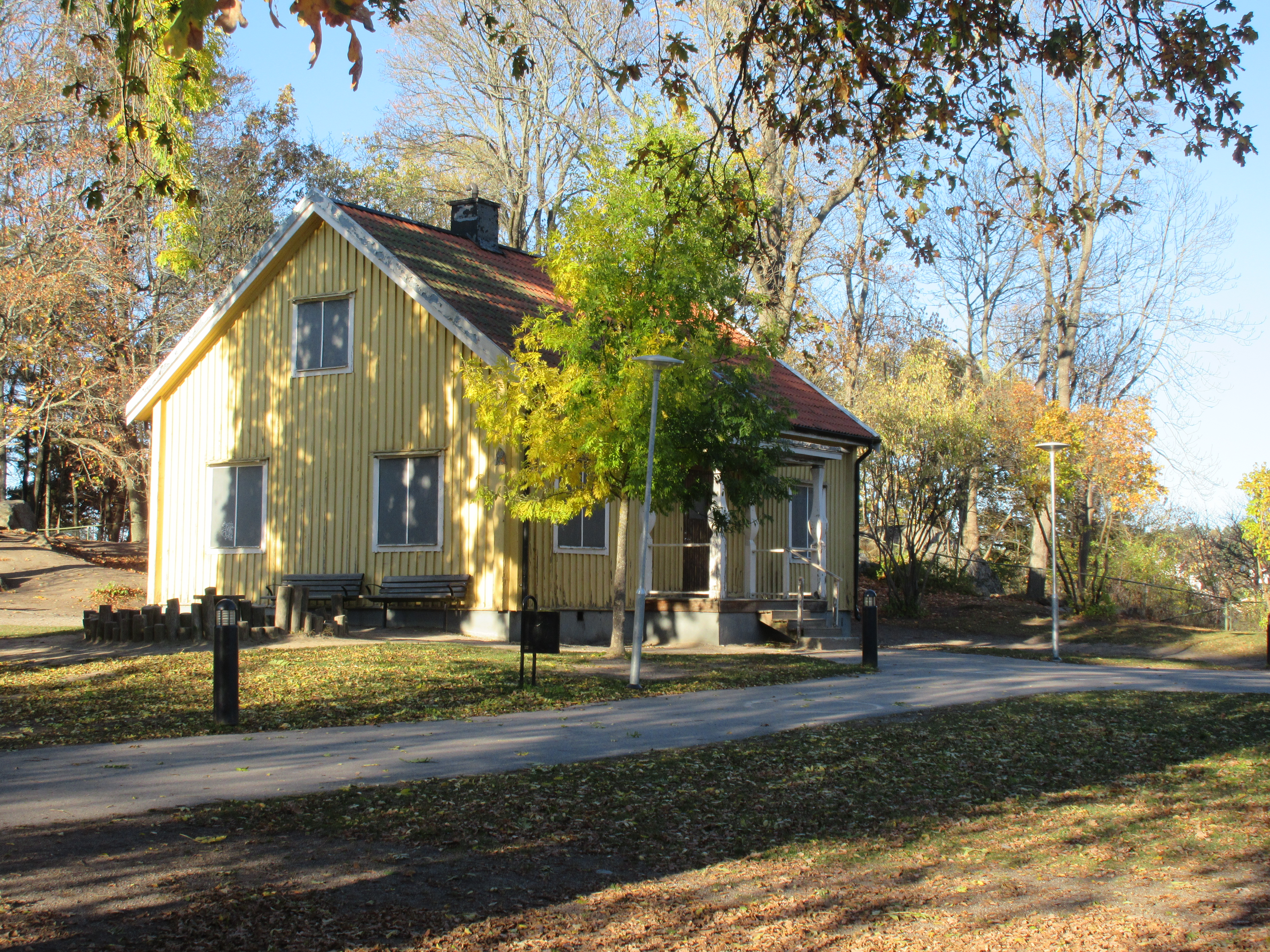
Gula villan mitt på Beckombergaskolans skolgård är Beckomberga gårds huvudbyggnad från 1856, platsen är historisk. Under 1800-talet sammanslogs Beckomberga bys tre gårdar till en gård med en huvudbyggnad.

Beckomberga gård var en gård, som under medeltiden bestod av tre gårdar, de tre hemmanen ’’Södergården’’, ’’Mellangården’’ och ’’Norrgården’’ väster om Spångavägen i norra delen av dagens stadsdel Beckomberga i Bromma väster om Stockholm. De tre bondgårdarna bildade tillsammans en by- och gårdstomt under namnet ’’Beckomberga by’’. Området med de tre hemmanen utgör platsen för ’’Beckomberga gamla by’’, enligt en lantmäterikarta från 1818. Inga byggnader från de tre bondgårdarna finns kvar.
Under 1600- och 1700-talet ägdes Beckomberga by av olika adelssläkter. Vid mitten på 1800-talet förändrades Beckomberga från att ha varit en by med de tre gårdarna som låg på rad till att bli en sammanhängande gård. Då köptes gården av Otto Rundbeck, som fram till cirka år 1850 varit inspektor på Åkeshovs gård och senare arrendator på Stora Ängby gård.

## Gula villan på Beckomberga skolgård
Huvudbyggnaden på Beckomberga skolgårds område är den ’’Gula villan’’, som byggdes 1856. Det var Otto Rundbeck, som år 1856 byggde en ny huvudbyggnad på gården. Gårdens huvudbyggnad var då ett stockvirkeshus med rappad fasad, numera kallad ”Gula villan”, och den blev i stället mangårdsbyggnad. Rundbeck bodde själv med sin familj i huset. År 1862 köptes Beckomberga av lantmannen och politikern Anders Petter Löfström, som senare skapade Sundbybergs samhälle. År 1862 hade Löfström även köpt Mariehälls gård i Bromma och dit flyttade han samma år med sin familj. Redan året därefter såldes emellertid Mariehäll vidare till andra ägare. Anders Petter Löfström förvärvade dock fastigheten igen år 1878, han ägde gården 1878-1884 och Mariehäll stannade inom familjen Löfström fram till 1916. Förutom Beckomberga ägde eller arrenderade Löfström nu bland annat dessutom Råcksta gård, Flysta gård, delar av Huvudsta gård samt ett antal gårdar på andra platser i Sverige. Råcksta och Beckomberga köptes av staden 1927.
År 1898 sålde Anders Petter Löfström Beckomberga gård till direktören och snusfabrikanten, ”snuskungen” Knut Ljunglöf. När Knut Ljunglöf köpte gården 1898 blev ”Gula villan” i stället förvaltarbostad eller inspektorsbostad åt Beckomberga gårds förvaltare. Knut Ljunglöf och hans son Robert Ljunglöf blev de sista ägarna av gården, men de bodde aldrig i Gula villan, utan där bodde gårdens rättare, villan fungerade då som rättarbostad. Senare, på 1930-talet när Beckomberga blev sjukhus, fanns det på övervåningen övernattningsrum för sköterskor som arbetade på sjukhuset.

## Bilder från den historiska platsen där Beckomberga gård låg
Skolgården är en historisk plats. Här på skolgården är platsen, där Beckomberga gårds äldsta byggnad låg. Beckomberga by hade tre gårdar och den efterföljande gården med "Gula villan" är från 1856.

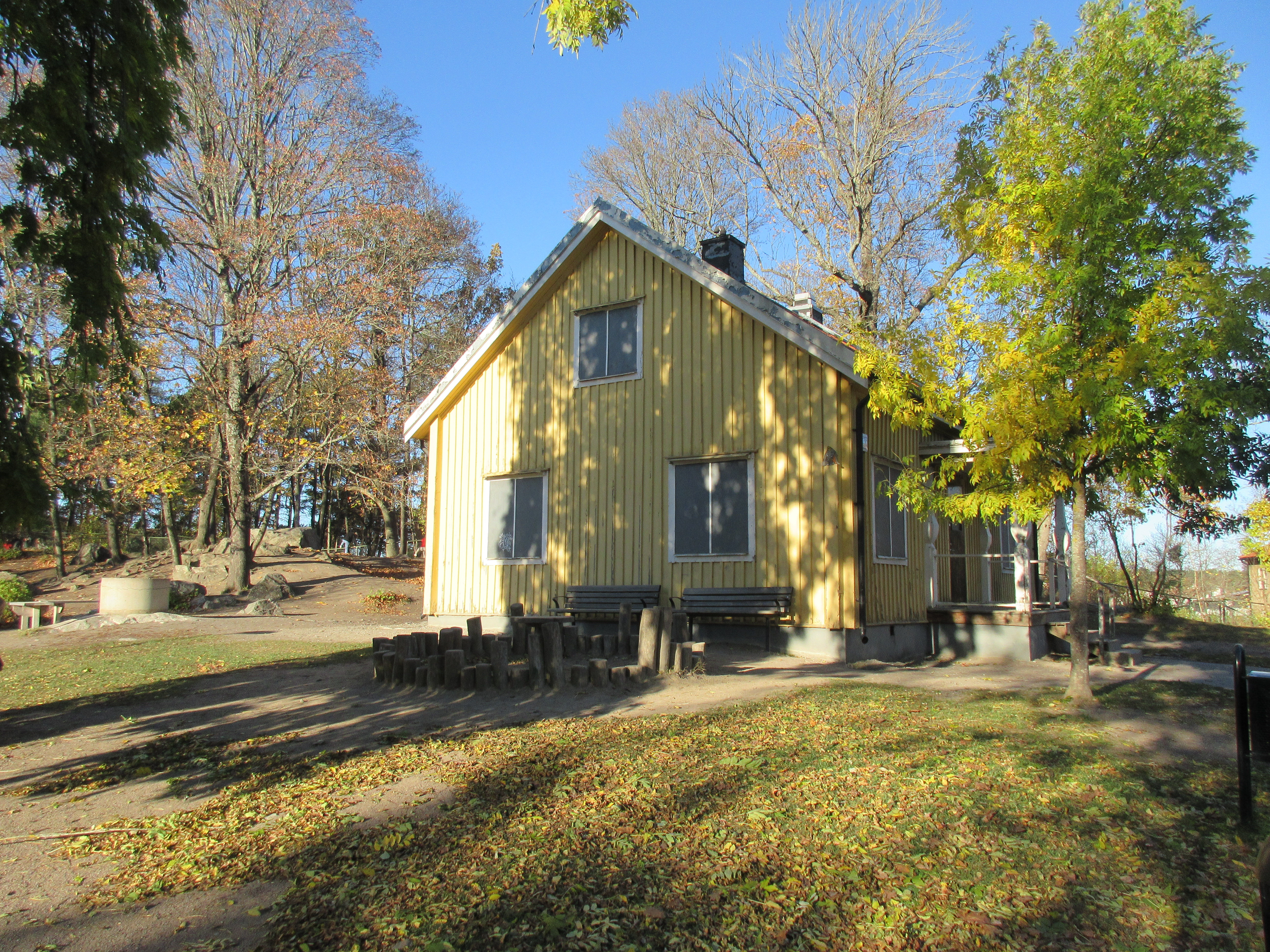
Gula villan mitt på skolgården är Beckomberga gårds huvudbyggnad från 1856, platsen är historisk.
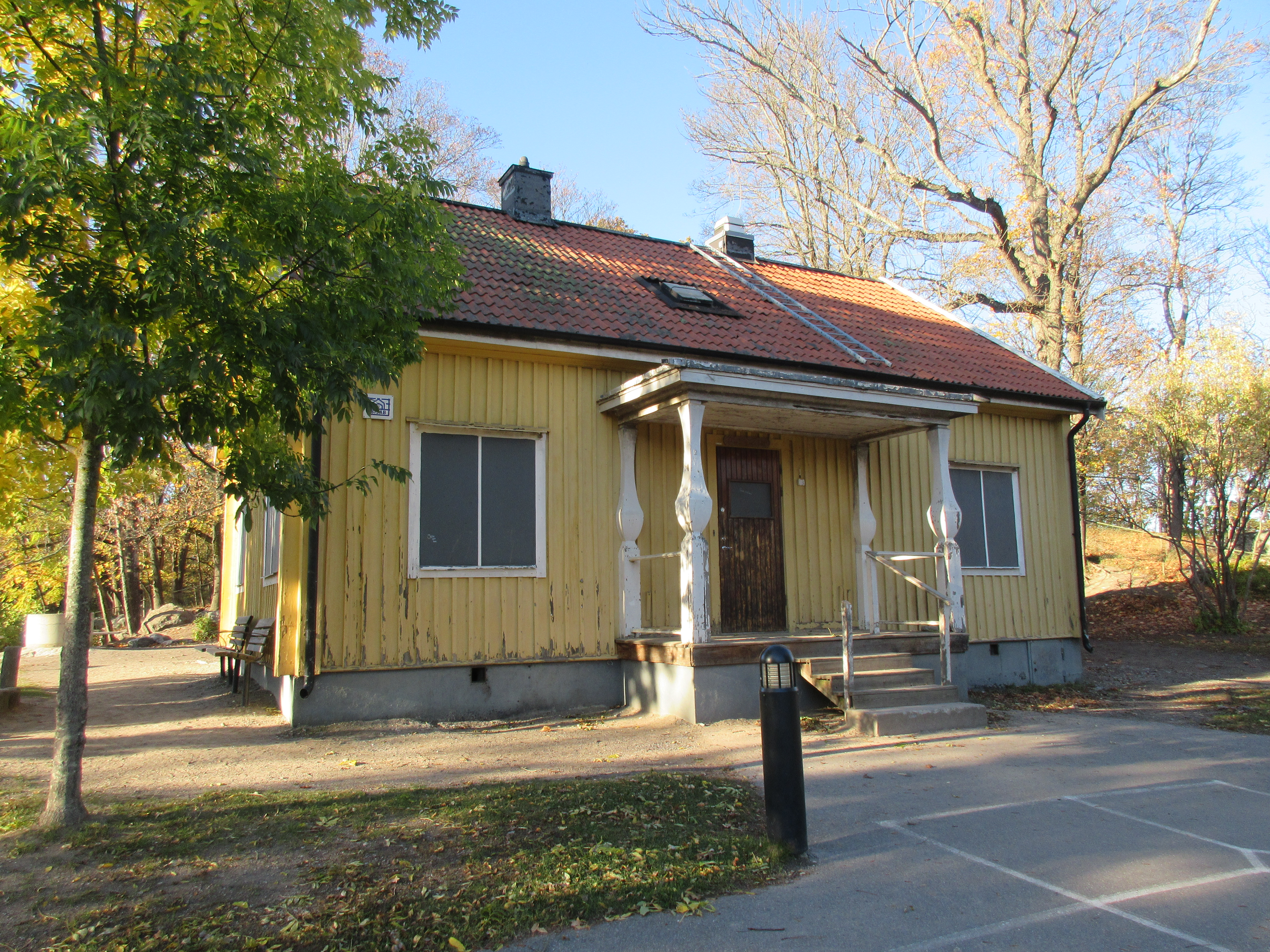
Gula villan mitt på skolgården är Beckomberga gårds huvudbyggnad från 1856, platsen är historisk.
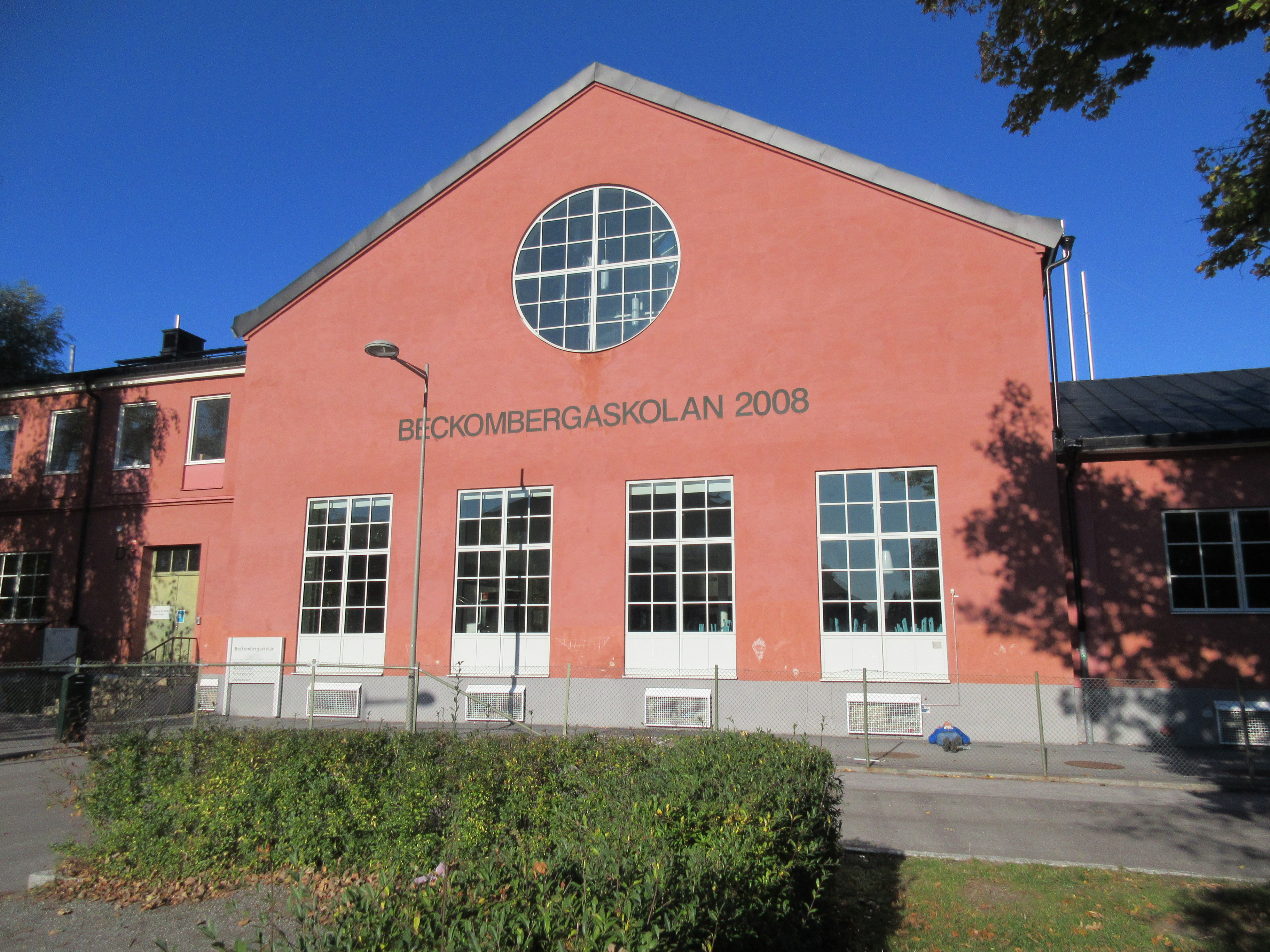
Beckombergaskolan på Styresman Sanders väg 14 ligger i en ombyggd panncentral från 1930 och invigdes 2008.
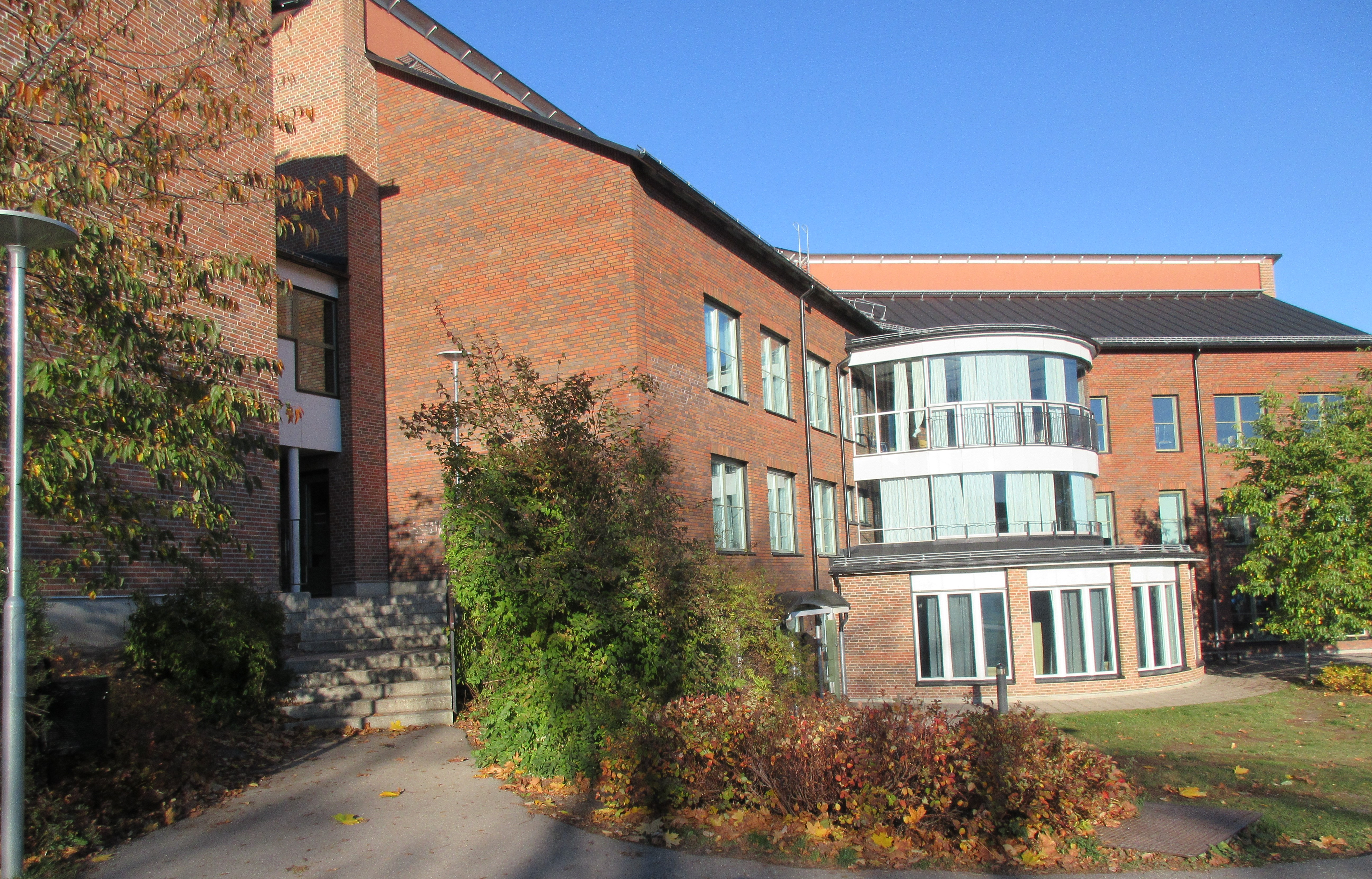
Den nybyggda delen av Beckombergaskolan invigdes också 2008.
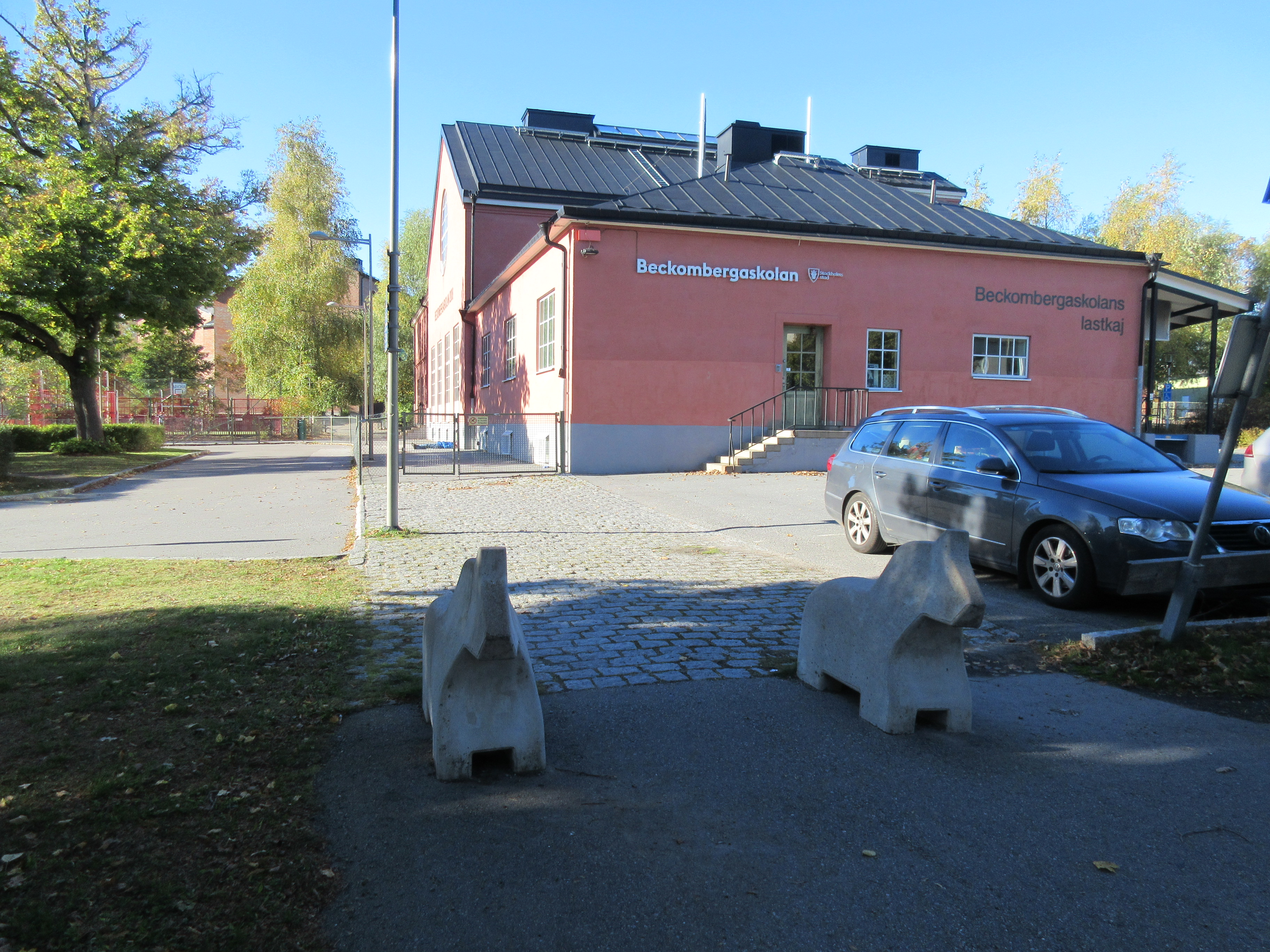
Beckombergaskolan som invigdes 2008. Mittendelen av denna byggnad var under sjukhustiden panncentral, men är här nu matsal och expedition. Skolans namn står på fasadväggen.
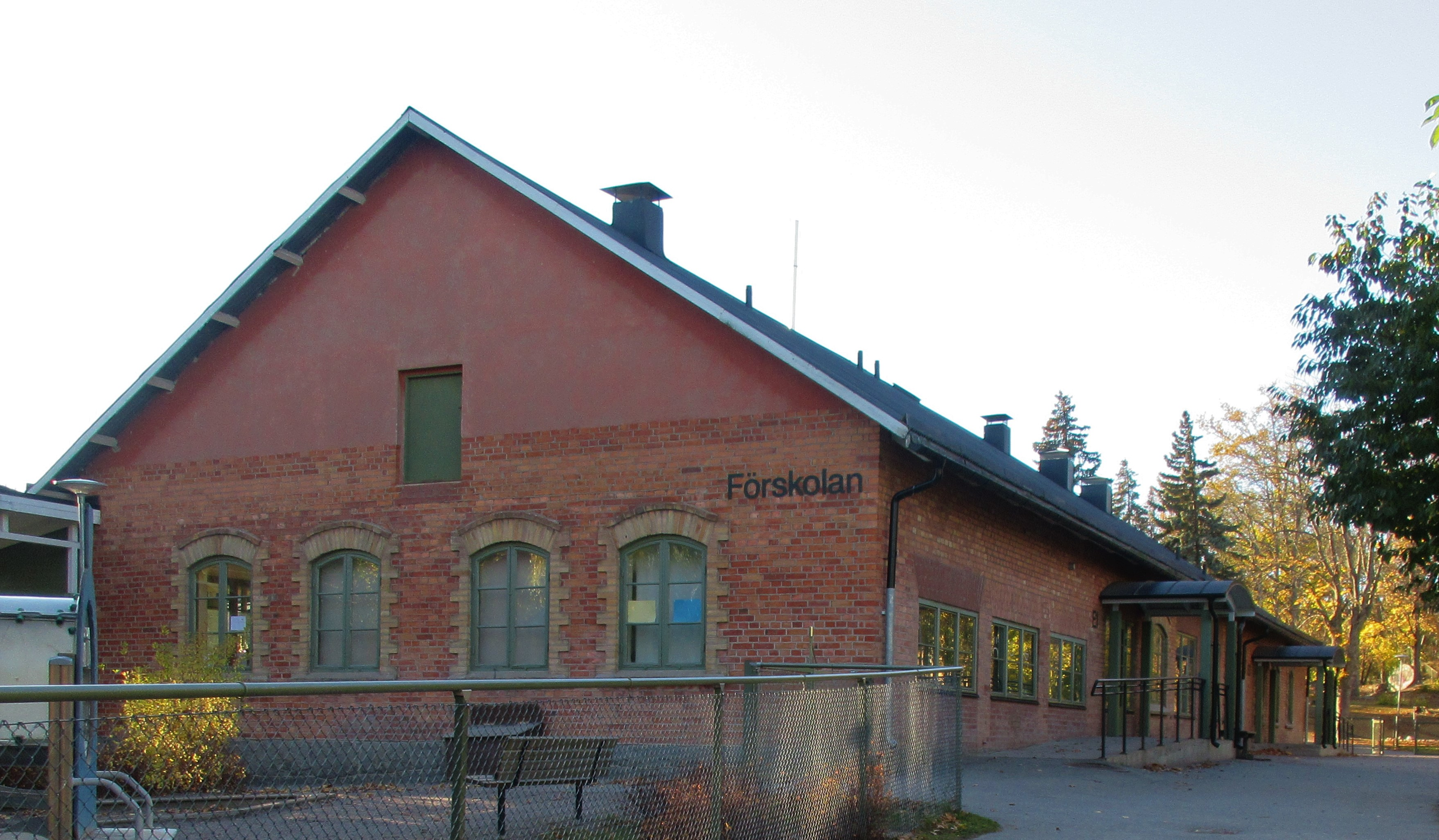
Förskolan Stallet vid Beckombergaskolan på Styresman Sanders väg 16 är en ombyggd stallbyggnad från 1898. Vy från öster.
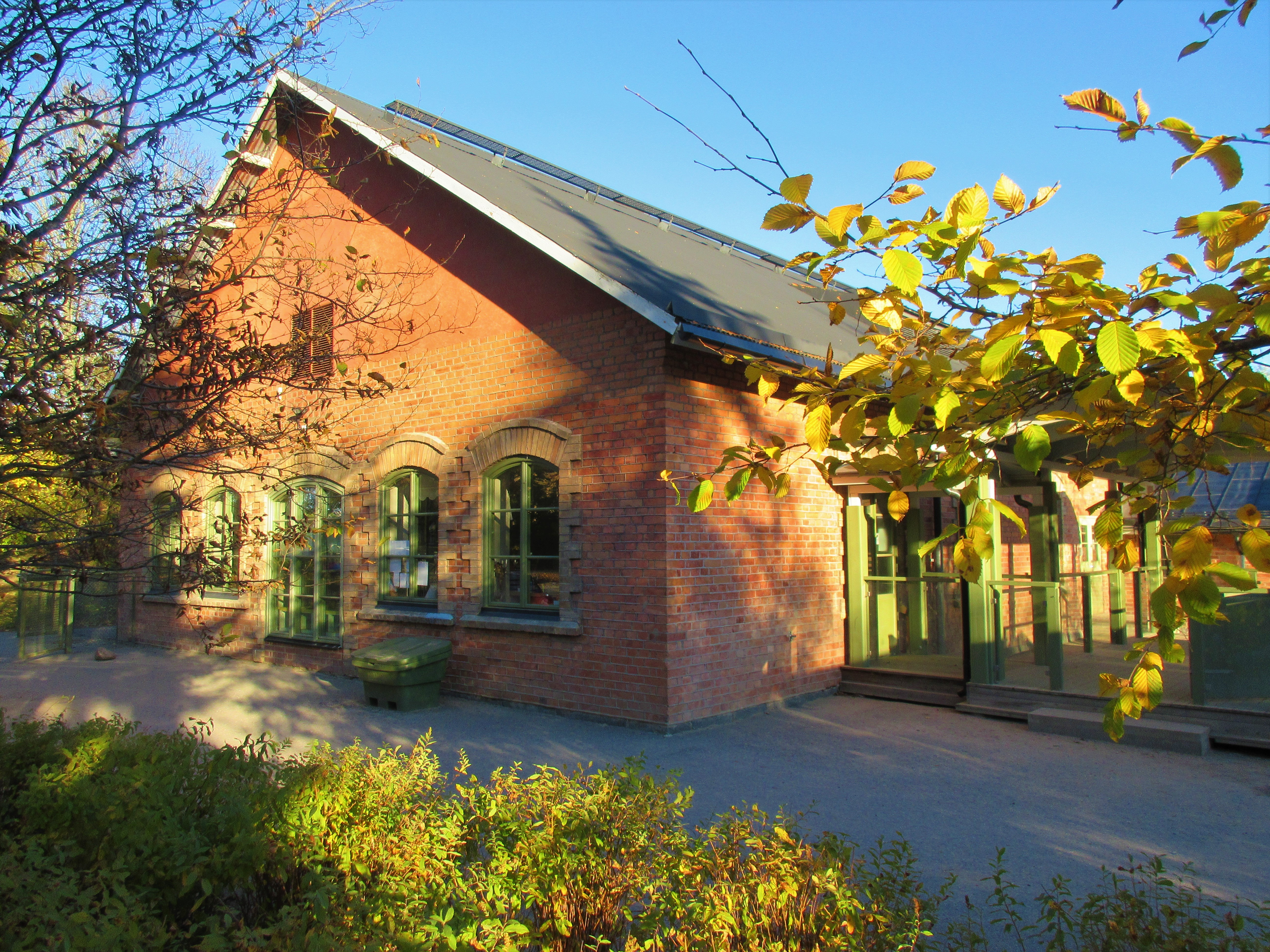
Gaveln till Förskolan Stallet vid Beckombergaskolan på Styresman Sanders väg 16 är en ombyggd stallbyggnad från 1898. Vy från väster.
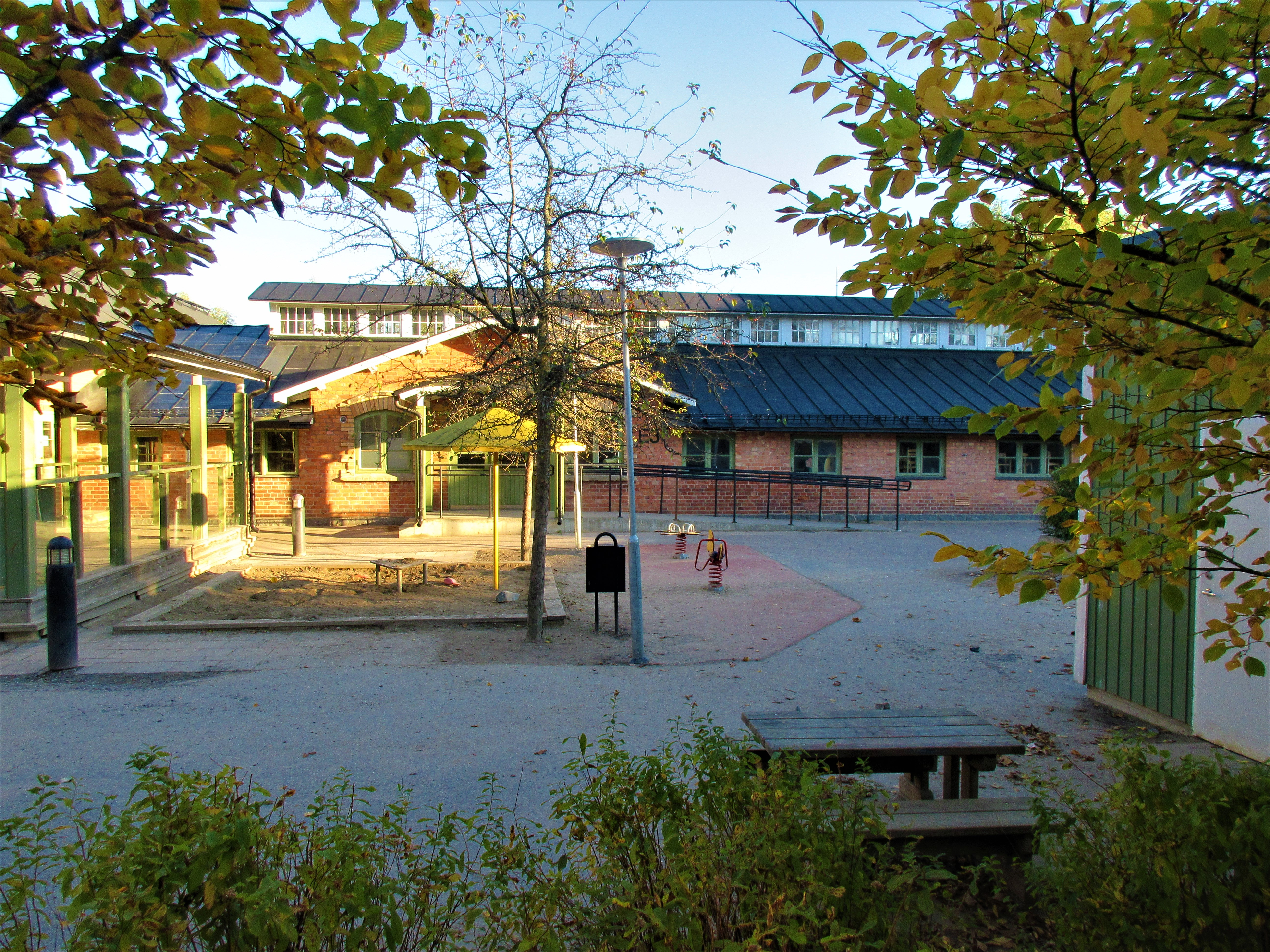
Förskolan Stallet från förskolans gårdssida i det ombyggda stallet med sina lanterninfönster på taket för att få in ljus. Förskolans gård gränsar till Beckombergaskolans skolgård.
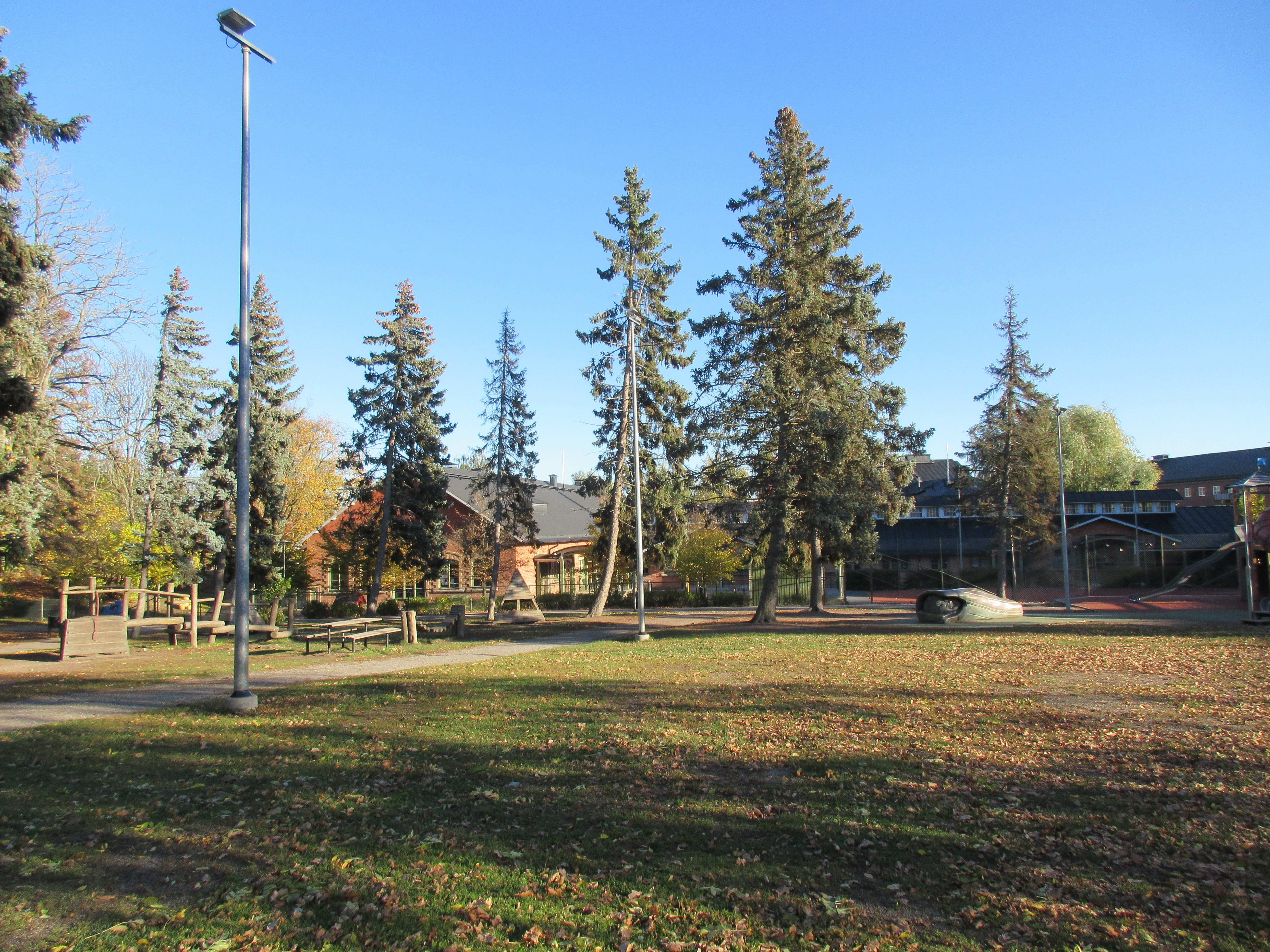
Beckombergaskolans skolgård är en historisk plats, där låg Beckomberga gård.
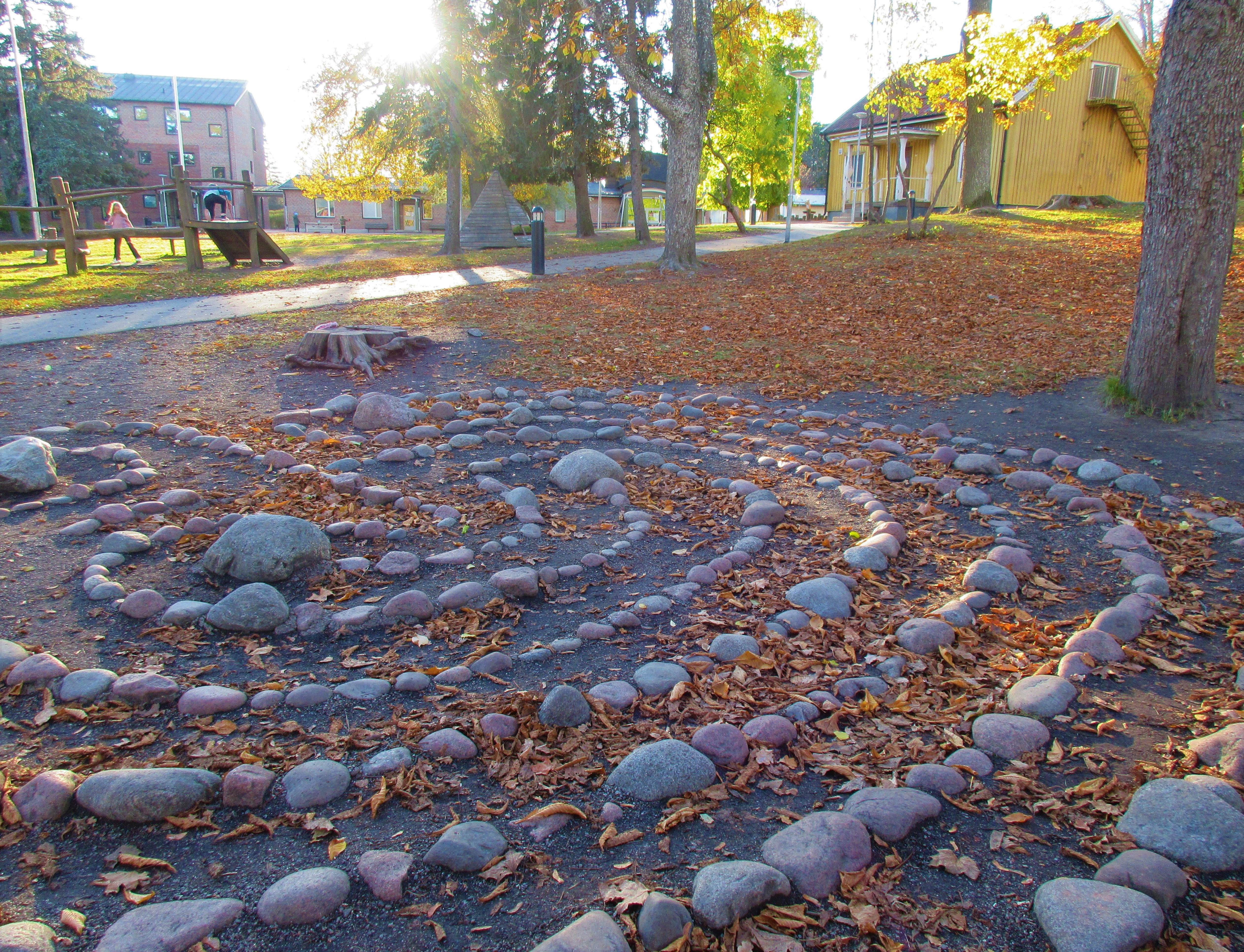
Skolgården med labyrint och Gula huset i bakgrunden.
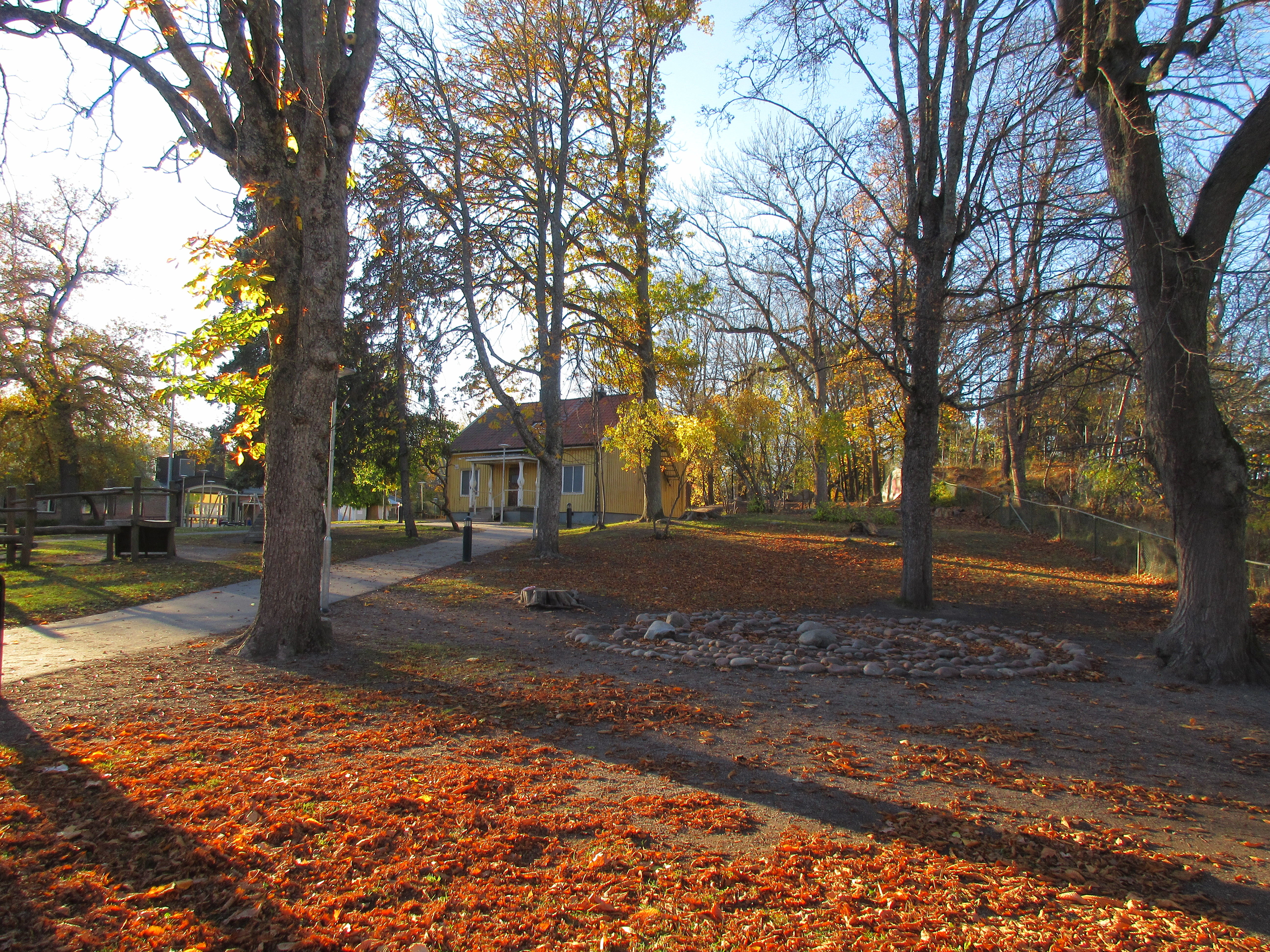
Skolgården med labyrint och Gula huset i bakgrunden.
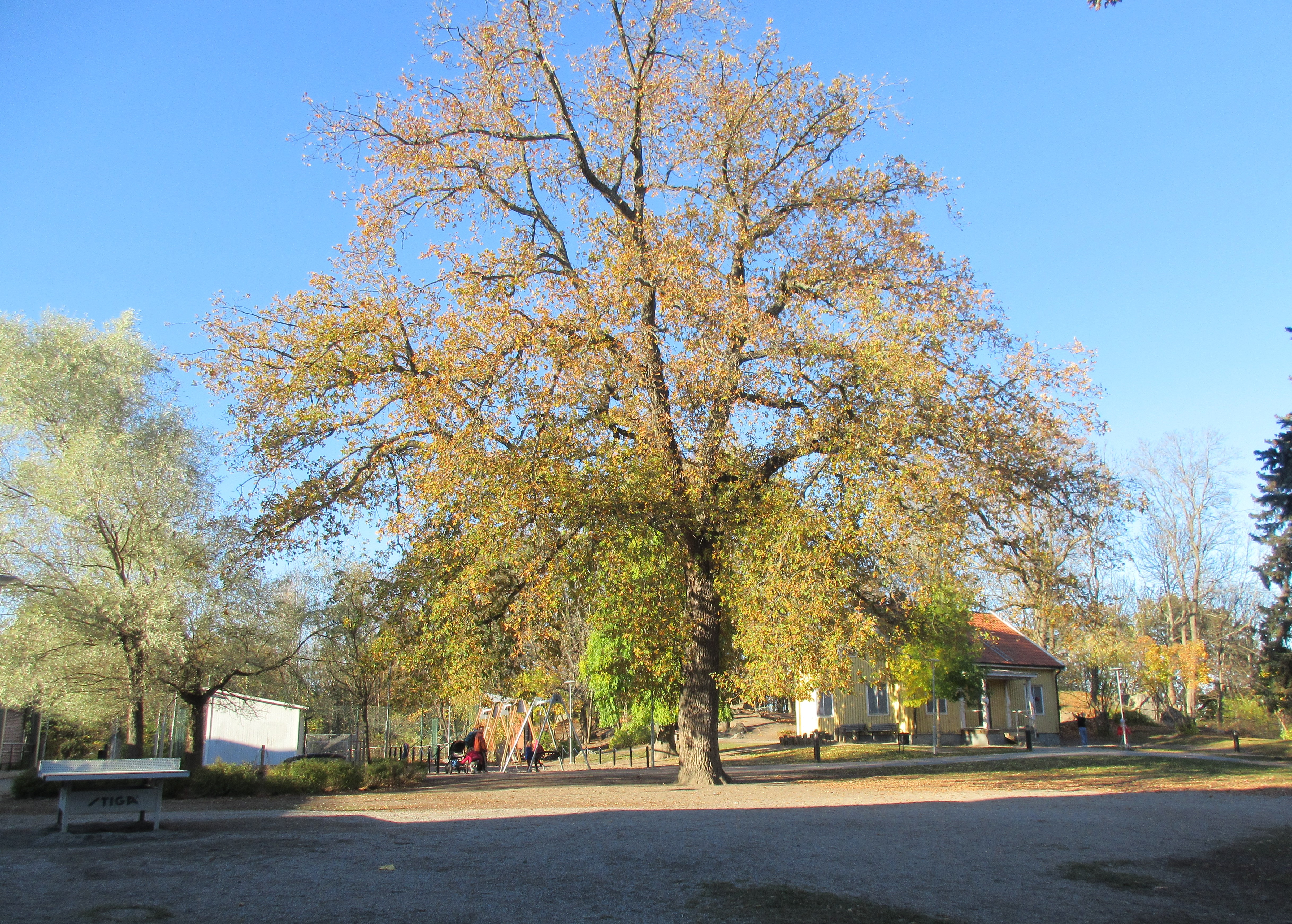
Skolgården med ”Gula villan i bakgrunden.
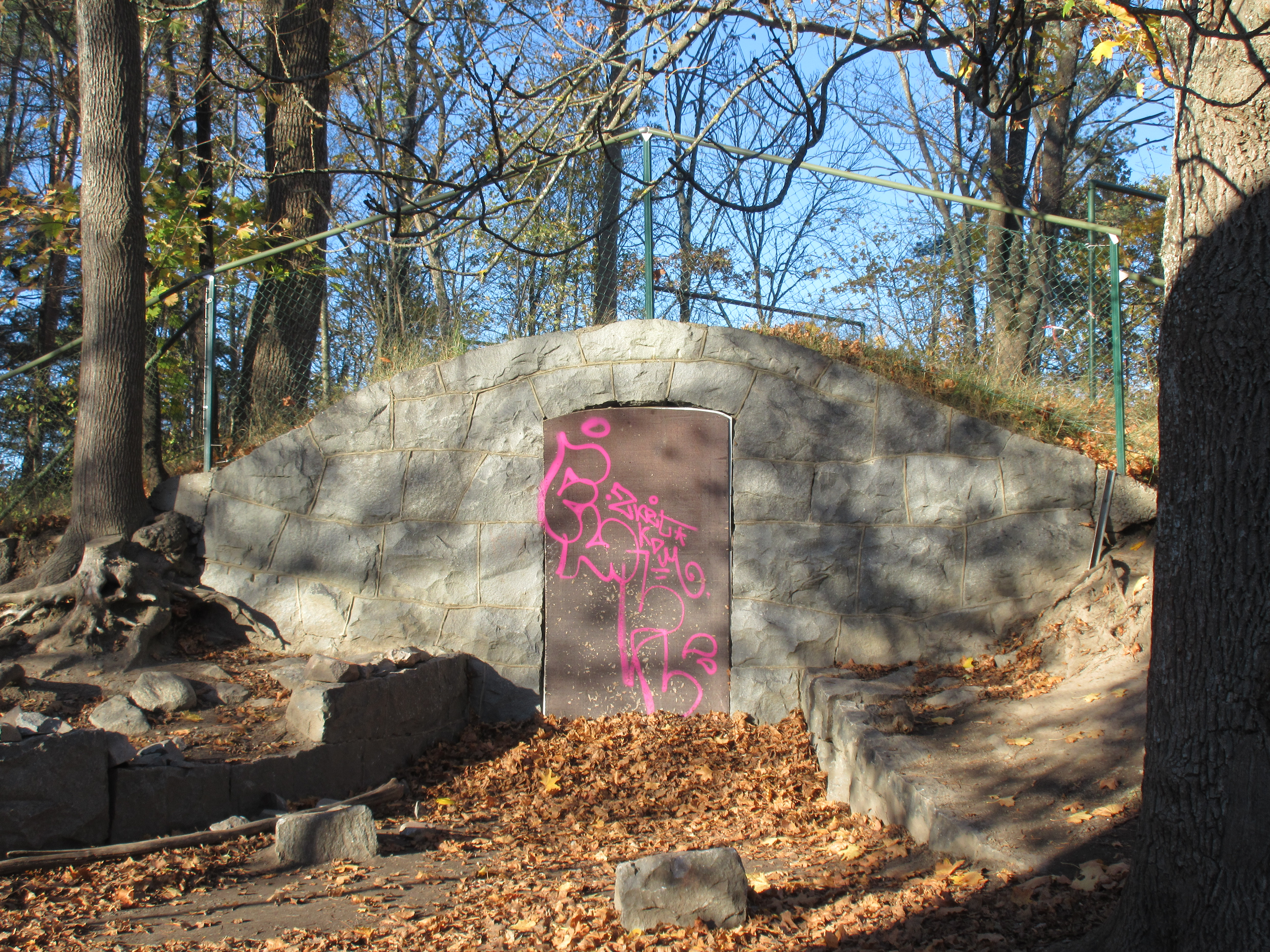
På skolgården finns en jordkällare ingrävd i en kulle. Det var en fristående källarbyggnad såsom en stuga med tak ovanpå.

## Historik

### Från järnåldern till medeltiden

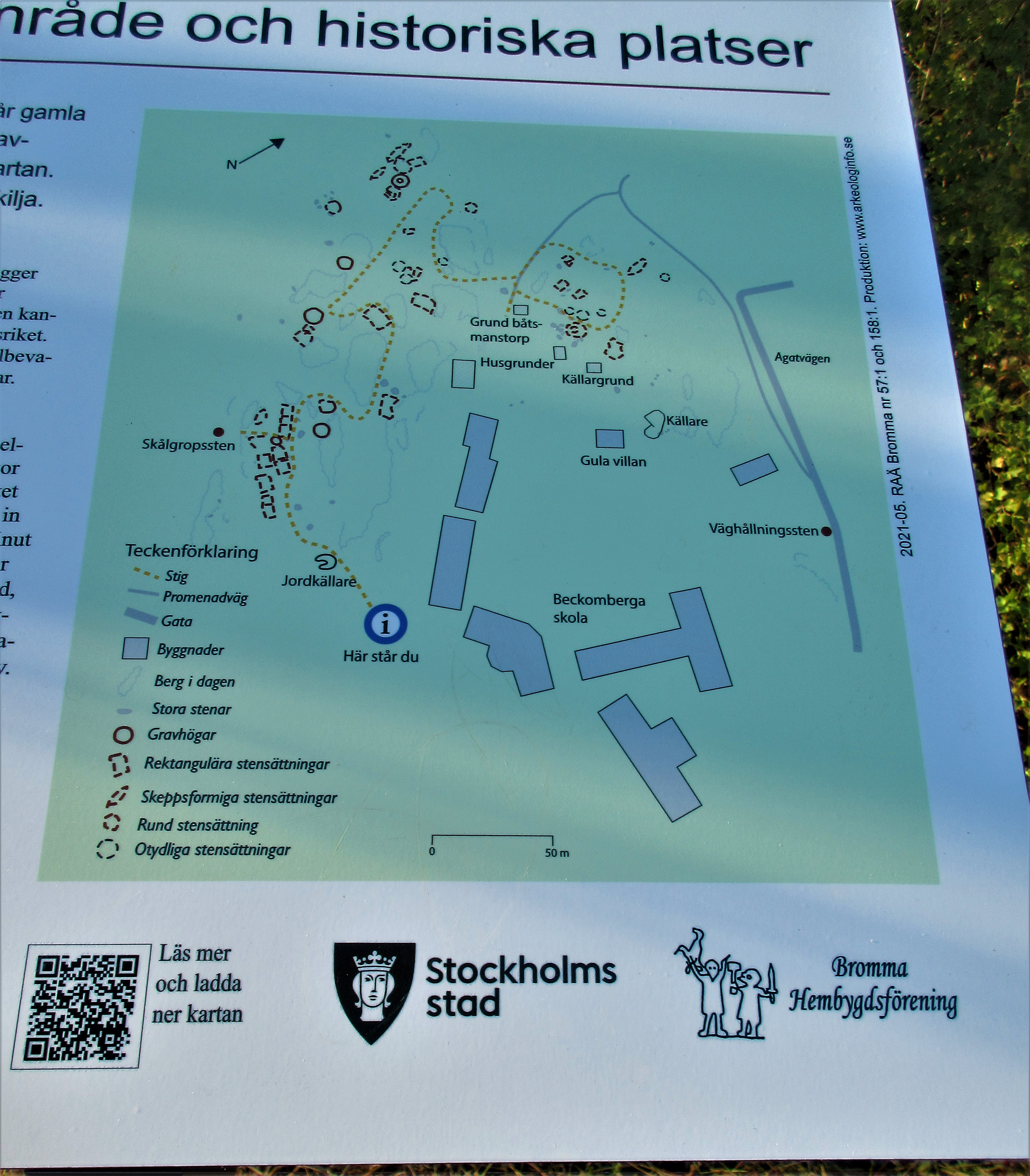
Beckomberga gravområde och historiska platser, informationsskylt, detalj med karta. Skylten avtäcktes den 17 oktober 2021 i närvaro av arkeologie doktor Nils Ringstedt, fornminnesansvarig i Bromma hembygdsförening.

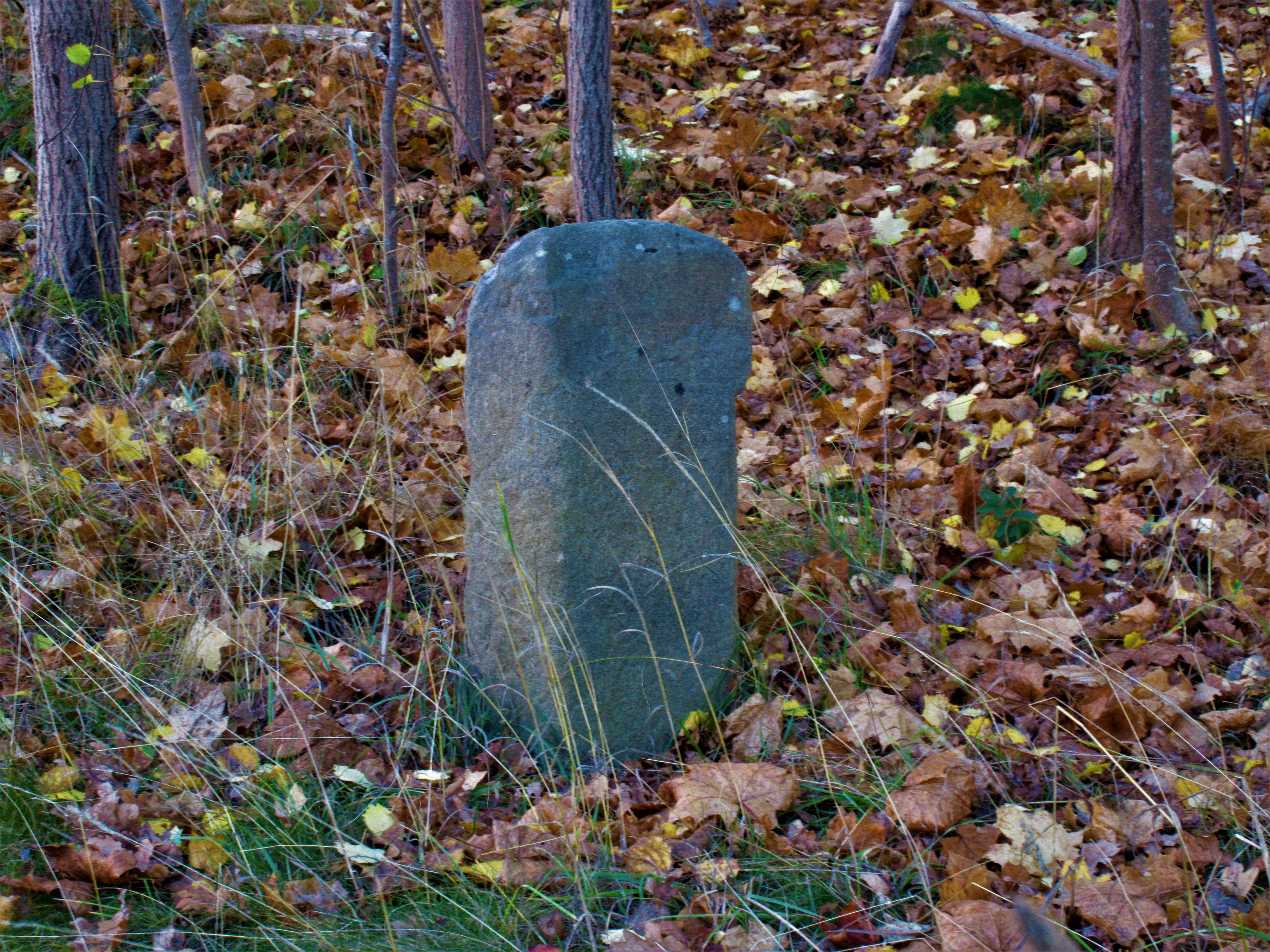
Väghållningsstenen vid landsvägen, nu Agatvägen, uppställd på förmodligen ursprunglig plats vid en rest av den gamla vägen från Bromma kyrka via Eneby och Beckomberga by till Flysta och Hässelby.

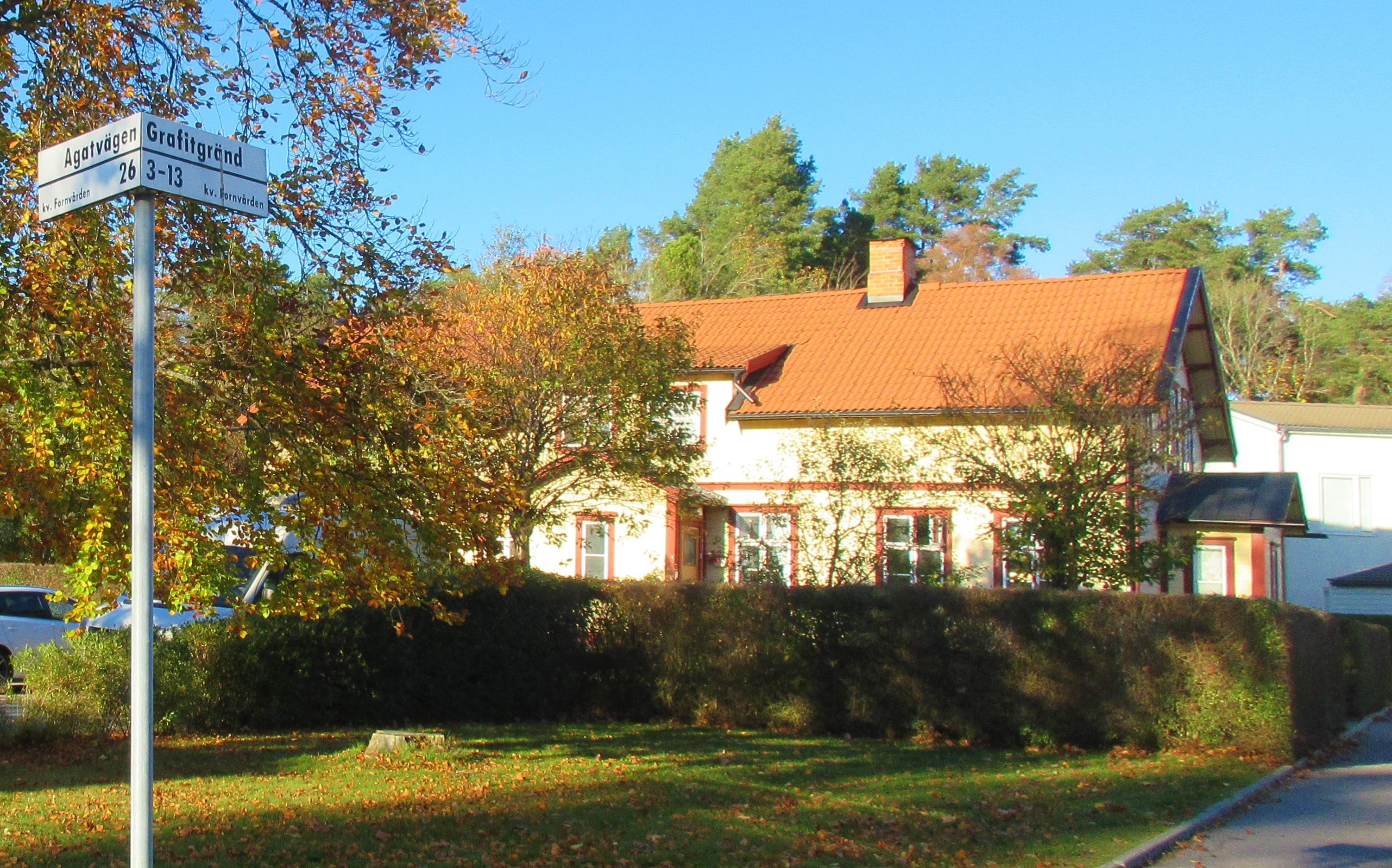
I korsningen vid Agatvägen och Grafitgränd ligger Beckomberga gårds före detta statarlänga. Det fanns ett flertal statare, som bodde i denna länga, byggd 1898. Från 1932 blev det personalbostäder och från 2010-talet är det en bostadsrättsförening med adress Grafitgränd 3.

I norra delen av det område som tidigare var Beckomberga sjukhusområde och väster in på Spångavägen låg en by- och gårdstomt. Enligt en 1800-talskarta utgör området platsen för Beckomberga gamla by.
Trakterna vid Beckomberga räknas som ett av de områden i Bromma, som först bebyggdes. Här fanns förutsättningar för odling redan under romersk järnålder. Gården eller byn under järnåldern låg sannolikt, enligt arkeolog Nils Ringstedt, vid norra stranden av "Storkyrksjön", som sträckte sig in i Spånga socken. Fast bebyggelse under forntiden fanns in i vikingatid. Namnet Beckomberga betyder ungefär "de som bor vid bäcken" och är känt sedan 1300-talet. Platsen har varit bebodd sedan 300-talet e.Kr. Stadsdelen har fått sitt namn efter den gamla byn Beckomberga, vars namn skrevs bœkneberghœ 1347 i en urkund och Beknabergha 1349. I 1539 års jordebok upptas tre gårdar. År 1414 skrevs namnet Beknaberghum, namnet anses komma från de som bor på berget vid bäcken.

### 1600-talet
I början av 1600-talet köpte köpman Erik Larsson, adlad von der Linde (död 1636), två hemman i byn. År 1689 blev dessa två gårdar frälsehemman och de åtog sig då att hålla båtsman. Det var för Bällsta rote som Beckomberga var skyldigt att hålla båtsmanstorp. Under 1600-talet ägdes Beckomberga av familjen Natt och Dag. En änka till framlidne båtsman Matz Beckman omnämns i ett Bromma sockenstämmoprotokoll den 15 februari 1714. Beckomberga båtsmanstorp, som höll båtsmanstorpet för Bällsta rote under 1600-talet, låg vid gamla Flystavägen, vid nuvarande Spångavägen, strax intill nuvarande Hjortronvägen och hörde under Beckomberga.
Grunden till Beckomberga gårds båtsmanstorp finns fortfarande kvar och man kan se den i snåren nära gångvägen och grinden in till skolgården. År 1880 flyttades detta torp bort från byplatsen till bortre änden av Beckomberga gårds ägor, som sträckte sig ända bort mot gränsen mot Vällingby, in på Spångas marker, där Råcksta sjukhus nu ligger.  Det torpet revs omkring 1945. Torpet flyttades ytterligare en gång omkring år 1955 och då flyttades det till Svenskbyvägen 16 i Spånga bakom Solvalla travbana bredvid Sundby koloniområde i Sundby, som ligger på gränsen mellan Bromma och Spånga, nära Beckomberga.
I 1640 års jordebok möter man formen Bäckomberga, bäckborna, det vill säga de som bor på bäckbornas berg, enligt Jöran Sahlgren, som också säger att "byn ligger på en bergshöjd vid en bäck". De tre gårdarna blev frälsegårdar 1689, då de åtog sig att hålla en båtsman.

### 1700-talet
Under 1700-talet förvärvades gårdarna i Beckomberga av familjen på Åkeshov, och förblev så till år 1862, då David Stierncrona var ägare av slottet, och då köptes Beckombergas gårdar av Anders Petter Löfström, som senare grundade Sundbybergs samhälle. Därefter köptes gårdarna år 1898 av tobaksfabrikören Knut Ljunglöf, som lät riva de gamla gårdarna och uppföra nya hus.
År 1721 bildade ätten Stierncrona ett fideikommiss i Bromma med Åkeshov som stamgård. Gabriel Stierncrona (1699-1723) köpte då även Beckomberga. Byn brukades då av arrendebönder. De tre gårdarna bildade en radby, vilket även var fallet med Karsviks by. På 1800-talet försvann flertalet radbyar i Sverige i samband med skiftesreformerna. Vanligtvis ligger gårdarna längs bygatan i en radby.
De tre gårdarna i Beckomberga var tvådelade gårdar av en typ som var vanliga i Uppland. Jordbruksreformerna på 1700- och 1800-talen, storskiftet, enskiftet och laga skiftet, innebar att byarna upplöstes och gårdarna flyttades ut från den medeltida huvudgatan. I vissa byar genomfördes dock inte skiftena till fullo. Skiftena innebar att den enskilda gården inte längre var begränsad av sitt utrymme vid bygatan, och nya byggnader för olika funktioner tillkom. Men Beckomberga bestod ännu på 1800-talet av de tre gårdarna, Södergården, Mellangården och Norrgården.
Under 1700-talet förvärvades gårdarna av familjen Stierncrona på Åkeshov. By- och gårdstomten låg i norra delen av det som tidigare var Beckomberga sjukhusområde och väster in på nuvarande Spångavägen. Enligt en 1800-talskarta utgör området platsen för Beckomberga gamla by. Ätten Stierncrona bildade 1721 ett fideikommiss i Bromma med Åkeshov som stamgård. Gabriel Stierncrona köpte då även de tre gårdarna i Beckomberga och byn brukades av arrendebönder. Av dessa tre gårdar finns idag ingenting kvar. Men på den historiska marken, där gårdarna en gång låg finns ännu kvar några byggnader som tillkom under de senare ägarna. Några av de byggnader som än idag finns kvar är den ”Gula villan” och ”Förskolan Stallet”.

### 1800-talet
Ännu på 1800-talet bestod Beckomberga av de tre gårdarna, Södergården, Mellangården och Norrgården. Under 1800-talet slogs Beckomberga bys tre gårdar ihop till en gård med en huvudbyggnad. År 1852 sålde släkten Stierncrona Beckomberga gård till lantmannen och politikern Anders Petter Löfström, som senare skapade Sundbybergs samhälle. År 1898 sålde Anders Petter Löfström gården till tobaksfabrikören, "snuskungen" Knut Ljunglöf (1833-1920). Knut Ljunglöf inköpte således gårdarna och han byggde då förvaltarbostad, statarlänga och mönsterladugård i tegel. Alla dessa byggnader kom att ligga inom det område som senare blev sjukhusområdet. Ljunglöfs ladugård med sina lanterniner på taket blev då sjukhusets målar- och snickeriverkstäder.
Knut Ljunglöf efterlämnade vid sin död 1920 en av de största förmögenheterna i Sverige. Boets behållning uppgick till 16,5 miljoner kronor. Sina vinster hade han bland annat investerat i stora jordegendomar, såsom Blackeberg, Vällingby och Råcksta i Spånga församling samt Lilla Ängby och Beckomberga i Bromma.
Redan 1861 hade Knut Ljunglöf köpt egendomen Blackebergs Gård och Vällingby Gård samt Råcksta Gård. På 1870-talet köpte snuskungen Knut Ljunglöf Råcksta gård, som låg intill Råcksta tunnelbanestation, men nu är den gamla huvudbyggnaden från 1700-talets början borta. Ljunglöf inköpte Lilla Ängby gård i Blackeberg år 1878 och införlivade den med sina övriga marker i Bromma. Lilla Ängby hade avstyckats år 1720 från Stora Ängby gård. Vid lägenheten Kanaan ligger ett hus som uppfördes på 1880-talet av Knut Ljunglöf. Där ligger nu Kanaans Trädgårdscafé. Vid Råcksta träsk fanns det en kvarn sedan 1600-talet, den kvarnen tillhörde Råcksta gård. Den nuvarande kvarnen vid Råcksta träsk, Kvarnvikens kvarn, anlade Knut Ljunglöf 1882-1883 och den ligger i Grimsta på gränsen till Blackeberg, kvarnen var i drift till 1950. Kvarnanläggningen är belägen några hundra meter från Mälarstranden i den södra delen av Grimsta mellan Kanaanbadet och Blackeberg. Beckomberga bytomt, som Knut Ljunglöf köpte 1898 omfattade cirka 90 x 80 m. Den låg i den norra delen av det dåvarande sjukhusområdet och väster om Spångavägen. Denna tomt är idag bebyggd med Beckomberga skola, som byggdes 2008. Runt bytomten låg hagmarken på de steniga höjderna. Den inhägnade hagmarken nyttjades främst för bete åt nötkreatur, får, getter och hästar samt för gräs- och lövtäckt. De gamla hagmarkerna hade glest stående äldre lövträd med vida kronor. Genom att träden, det var ofta ekar och lindar, hade gott om utrymme var de ofta grova och hade breda kronor.
Manbyggnaden är den ”Gula villan”, som står på Beckombegaskolans skolgård och som idag SISAB, Skolor i Stockholm AB, har ansvaret för. Den villan var byggd år 1856, men när Knut Ljunglöf hade köpt gården blev huvudbyggnaden istället bostad åt gårdens förvaltare. Av de tre tidigare gårdarna finns idag ingenting kvar. Men vid Beckombergaskolans skolgård finns ytterligare en byggnad från den äldre tiden, nämligen Förskolan Stallet, idag förskola på Styresman Sanders väg 16 i den ombyggda stall- och ladugårdsbyggnaden från 1898m som var byggd för kor, oxar och hästar. Stallbyggnaden var tidigare Knut Ljungslöfs mönsterladugård, den var byggd i tegel, och där var det under sjukhustiden målar- och snickeriverkstäder. Beckombergaskolan på Styresman Sanders väg 14, som invigdes 2008, ligger idag i en ombyggd panncentral från 1930-talet. Idag är huset q-märkt och har rivningsförbud och att befintlig gestaltning och detaljering ska bibehållas. Gement q är det starkaste skydd en byggnad kan få i en detaljplan.
Knut Ljunglöf lät dränera sumpmarker och dikade ut området. Ett brett dike grävdes från Kyrksjön till Råcksta träsk. Det går fortfarande att se diket väster om Bällstavägen.
Inom det tidigare sjukhusområdet fanns en milsten, eller en så kallad väghållningssten, vid landsvägen. Denna milsten står vid en rest av den mycket gamla vägen, som gick från Bromma kyrka via Eneby och Beckomberga by till Flysta och vidare mot Vällingby och till Hässelby. Väghållningsstenen visar gränsen mellan två gårdars ansvar för väghållning. Väghållningsstenar och milstolpar är fornlämningar, som skyddas enligt lag. Bönderna och jordägarna hade redan på medeltiden olika väglotter att sköta. Förr stod väghållningsstenar uppställda utmed allmänna vägar och visade den vägsträcka som markägaren var skyldig att hålla i farbart skick.

### 1900-talet
Löfström sålde därefter egendomen Beckomberga till grosshandlaren och tobaksfabrikören Knut Ljunglöf, allmänt kallad ”Snuskungen”. Ljunglöf köpte då radbyn med de tre Beckombergagårdarna. Han lät riva byggnaderna och bygga nya. Han byggde då förvaltarbostad, statarlänga och mönsterladugård i tegel, vilka alla senare kom att ligga inom Beckomberga sjukhusområde, som byggdes under åren 1929–1935 av arkitekten Carl Westman, som ritade flertalet av byggnaderna på området. Senare fick de gamla byggnaderna, förvaltarbostaden, statarlängan och ladugården, nya funktioner i den sjukhusanläggning som uppfördes. Stockholms stad köpte de båda gårdarna Beckomberga gård och Råcksta gård år 1927 för 1,58 miljoner kronor.

### 2000-talet
Beckombergaskolan som idag har adressen Styresman Sanders Väg 14 ligger på den numera historiska mark där de tre tidigare gårdarna i Beckomberga låg. Skolan hette tidigare ’’Söderbergaskolan’. Beckombergaskolan utgörs av ett före detta stall och ladugård och ett tidigare pannhus. Runt skolan finns tre byggnader som tidigare tillhörde gården och dessa har byggts om och anpassats för skolverksamhet och två separata byggnader har uppförts mellan år 2006 och 2010. Inför planerade husbyggen förundersöktes tomten 2006. Då påträffades ett kulturlager 0,3 meter tjockt. Keramik, glas, järnföremål och ben fanns här. Man daterade att fynden var från 1500-1700-tal.ref>